# 유수암리 산새미오름 방묘
유수암리 산새미오름 방묘는 대한민국 제주특별자치도 제주시 애월읍 고성리에 있는 무덤이다. 2005년 10월 5일 제주특별자치도의 기념물 제60-3호로 지정되었다.

## 개요
제주도내 고려말~조선전기에 조성된 방형석곽묘는 대부분 원형이 훼손되거나, 이장되어 있어 제주도 묘제사 연구를 위해서 원형의 방형 석곽묘의 보존이 필요한 실정이다.
유수암리 삼신봉 방묘는 묘제의 축조양식과 매장방법 등이 제주도 묘제변천사에 중요한 단서를 제공하는 자료이고, 일설에는 김수장군 묘로 전해지는 등 학술적, 문화재적으로 가치가 높이 평가되고 있다.

## 참고 자료
- 유수암리산새미오름방묘 - 국가유산청 국가유산포털